# Omogeneità ed eterogeneità

Differenze di distribuzione di specie chimiche a livello microscopico nel caso di sostanza pura, composto chimico, miscela omogenea e miscela eterogenea.

In chimica, l'omogeneità e l'eterogeneità sono proprietà caratteristiche dei corpi (solidi, liquidi o gassosi).
Un corpo (o un sistema) è omogeneo se ogni sua parte ha le medesime proprietà fisiche, indipendentemente dalla posizione o se variano con continuità. Ad esempio, un corpo sferico è omogeneo quando la sua densità non è funzione del raggio, ma è una costante. Si può anche dire che si ha un sistema omogeneo quando è possibile suddividerlo in sottosistemi in stati di mutuo equilibrio (cioè quando hanno gli stessi valori di temperatura T, pressione p e di ogni potenziale chimico μ), ciascuno con lo stesso stato intensivo, ovvero l'insieme di valori delle proprietà intensive di ciascun sottosistema è lo stesso. Riassumendo un sistema si definisce puro se è formato da una singola sostanza, cioè quando si tratta di un sistema semplice monocomponente.
Si dice che un corpo (o un sistema) è eterogeneo se non è omogeneo, cioè se è costituito da due o più sistemi omogenei separati in maniera netta da una superficie in corrispondenza della quale si ha una discontinuità delle proprietà del corpo. In alternativa, un sistema si trova in uno stato eterogeneo se almeno una delle proprietà intensive non è uniforme nel volume occupato dal sistema, cioè assume valori diversi nei volumetti, tutti con gli stessi valori di T, p e μ, in cui il sistema può essere suddiviso. Riassumendo un sistema formato da due o più sostanze è un miscuglio.
Nel formalismo lagrangiano l'omogeneità nello spazio implica la conservazione della quantità di moto, quella nel tempo la conservazione dell'energia.

## In cinetica chimica

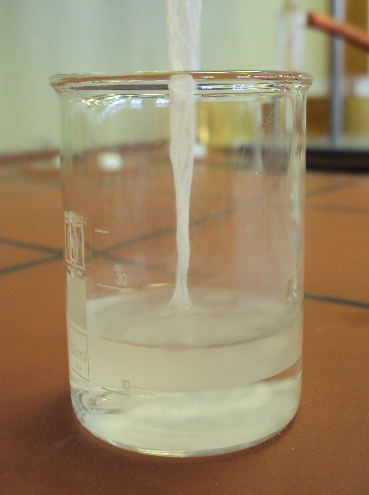
Esempio di reazione chimica in fase eterogenea (liquido-liquido): produzione di nylon 6,6 a partire da 1,6-esandiammina (fase acquosa) e adipoildicloruro (fase organica). In questo caso la superficie di contatto dei reagenti corrisponde all'interfase tra i due liquidi.

Secondo la cinetica chimica, branca che studia la velocità di reazione e i fattori che la influenzano, nelle reazioni in fase eterogenea (solido-gas, liquido-gas, liquido-liquido, ecc.), la velocità dipende dall’estensione della superficie di contatto dei reagenti: aumenta, quindi, all’aumentare della suddivisione dei reagenti. 
Più i reagenti sono suddivisi (ad esempio se sono in polvere): 
- più la superficie di contatto aumenta,
- più il numero di atomi reagenti aumenta,
- più il numero di urti tra gli atomi aumenta (teoria delle collisioni),
- quindi aumenta anche la velocità di reazione.

Nelle reazioni in fase omogenea (gassosa o in soluzione acquosa): la suddivisione dei reagenti è realizzata spontaneamente dalle molecole dei gas (che sono libere) o dagli ioni presenti in soluzione (causa polarità dell'acqua). 